# Raúl Lacabanne
Raúl Oscar Lacabanne fue un militar argentino, perteneciente a la Fuerza Aérea Argentina, que fue designado Interventor federal de Córdoba entre el 7 de septiembre de 1974 al 19 de septiembre de 1975 por María Estela Martínez de Perón. Alcanzó la jerarquía de brigadier mayor.
Fue director de la Escuela de Aviación Militar entre 1954 y 1955. Durante su gestión hizo instalar un busto del presidente Juan Domingo Perón en las inmediaciones de la puerta de ingreso a esa institución militar. En septiembre de 1955 ofreció resistencia armada al levantamiento de los militares antiperonistas y fue detenido.  
Durante su gestión como interventor en Córdoba persiguió sistemáticamente a los dirigentes obreros de izquierda, como Agustín Tosco y prestó apoyo a un grupo parapolicial, de similares operaciones a la Triple A pero de índole provincial, Comando Libertadores de América.